# Scottie Barnes
Scott Wayne Barnes Jr. (West Palm Beach, Florida, 1 de agosto de 2001) es un jugador de baloncesto estadounidense que pertenece a la plantilla de los Toronto Raptors de la NBA. Con 2,01 metros de altura, juega en la posición de ala-pívot

## Trayectoria deportiva

### Instituto
Como estudiante de primer año, Barnes jugó baloncesto para la escuela secundaria Cardinal Newman en West Palm Beach, Florida . Obtuvo el segundo equipo All-Area y MaxPreps Freshman All-American después de llevar a Newman a un récord de 19–8 y las semifinales regionales de 5A. Tras la temporada, Barnes se transfirió a la NSU University School en Fort Lauderdale, Florida , donde fue compañero de equipo de Vernon Carey Jr., el júnior mejor clasificado de la nación. 
Como estudiante de segundo año, ayudó a su equipo a lograr un récord de 36-2 y su primer título estatal de Clase 5A. Barnes llevó a University School a un campeonato City of Palms Classic y fue nombrado jugador más valioso del torneo (MVP) después de anotar 15 puntos y ocho rebotes en la final contra East High School. En GEICO Nationals , promedió 21.3 puntos y 9.7 rebotes por juego cuando University School terminó como subcampeón. En su temporada júnior, promedió 13,1 puntos, 7 rebotes y 4,8 asistencias por partido, lo que llevó a su equipo a un récord de 27-5 y un segundo título estatal de 5A consecutivo. 
El 5 de agosto de 2019, anunció que se mudaría a la Academia Montverde en Montverde, Florida, uniéndose a otros reclutas como Cade Cunningham y Day'Ron Sharpe, en su temporada sénior. Muchos analistas consideraron a su equipo como uno de los mejores en la historia del baloncesto de la escuela secundaria. Promedió 11,6 puntos, 6,5 rebotes y 4,6 asistencias por juego, ayudando a Montverde a un récord de 25-0 con un margen promedio de victoria de 39 puntos. Recibió los honores del primer equipo All-American de MaxPreps y Sports Illustrated. Barnes fue seleccionado para jugar en el McDonald's All-American Game, Jordan Brand Classic y Nike Hoop Summit, pero los tres juegos fueron cancelados debido a la pandemia de COVID-19.

#### Reclutamiento
Un recluta de cinco estrellas por consenso, Barnes es considerado el cuarto mejor jugador en la clase de reclutamiento de 2020 por ESPN. Es el ala-pívot mejor clasificado en su clase por ESPN y Rivals. El 14 de octubre de 2019, Barnes anunció su compromiso de jugar baloncesto universitario para Florida State sobre las ofertas de Kentucky, Miami u Oregón, entre otros.

### Universidad

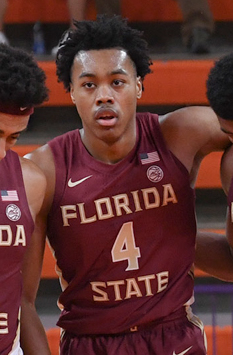
Barnes con los Seminoles en 2020.

Barnes disputa una temporada con los Seminoles de la Universidad Estatal de Florida. El 12 de diciembre de 2020, Barnes anotó 17 puntos y 5 asistencias en la victoria 83–71 sobre Florida. El 14 de diciembre de 2020, Barnes fue nombrado novato de la semana en la Atlantic Coast Conference (ACC). Al término de su primer año, finaliza con 10,3 puntos y 4 rebotes por partido y decide presentarse al draft de la NBA.

#### Estadísticas
| Año     | Equipo        | PJ | PT | MPP  | %TC  | %3P  | %TL  | RPP | APP | ROB | TPP | PPP  |
| ------- | ------------- | -- | -- | ---- | ---- | ---- | ---- | --- | --- | --- | --- | ---- |
| 2020–21 | Florida State | 24 | 7  | 24.8 | .503 | .275 | .621 | 4.0 | 4.1 | 1.5 | .5  | 10.3 |

### Profesional
Fue elegido en la cuarta posición del Draft de la NBA de 2021 por los Toronto Raptors. Debutó en la NBA, ya como titular, el 20 de octubre de 2021 ante Washington Wizards anotando 12 puntos.
El 25 de febrero de 2022 lograría 28 puntos ante Charlotte Hornets, y el 28 de febrero igualaría esa marca ante Brooklyn Nets. El 3 de marzo fue nombrado Rookie del mes de la NBA junto a Josh Giddey. Tras Promediar 15,2 puntos, 6,8 rebotes y 2,6 asistencias por partido en el mes de febrero. El 18 de marzo, consiguió su máxima anotación con 31 puntos y 17 rebotes ante Los Angeles Lakers. Al término de la temporada regular, le fue concedido el rookie del mes de la conferencia Este del mes de marzo/abril. Y el 23 de abril le fue otorgado el premio al Rookie del Año de la NBA, además de ser incluido en el mejor quinteto de rookies.
Durante su tercera temporada en Toronto, el 6 de febrero de 2024, se anunció su participación como reemplazo en el All-Star Game, siendo la primera nominación de su carrera.
El 24 de junio de 2024 renueva por cinco temporadas y $225 millones con los Raptors.

## Selección nacional
Barnes ganó una medalla de oro con Estados Unidos en el Campeonato FIBA Sub-16 de las Américas 2017 en Formosa, Argentina, tras promediar 9,8 puntos, 3,.2 rebotes y 2,.4 robos por partido. En la semifinal ante Argentina, fue el máximo anotador del encuentro con 20 puntos y rompía el récord estadounidense sub-16 en porcentaje de tiros libres al disparar 8 de 8 desde la línea de tiros libres.
En la Copa Mundial FIBA Sub-17 2018 en Argentina, Barnes promedió 9,5 puntos y 5,8 rebotes por partido y consiguió otra medalla de oro. 
Luego promedió 9,7 puntos, 4,9 rebotes y 2,7 asistencias por partido en la Campeonato Mundial de Baloncesto Sub-19 de 2019 en Heraklion, Grecia, donde ganó su tercera medalla de oro con Estados Unidos.

## Estadísticas de su carrera en la NBA

### Temporada regular
| Año      | Equipo   | PJ  | PT  | MPP  | %TC  | %3P  | %TL  | RPP | APP | ROB | TPP | PPP  |
| -------- | -------- | --- | --- | ---- | ---- | ---- | ---- | --- | --- | --- | --- | ---- |
| 2021-22  | Toronto  | 74  | 74  | 35.4 | .492 | .301 | .735 | 7.5 | 3.5 | 1.1 | .7  | 15.3 |
| 2022-23  | Toronto  | 77  | 76  | 34.8 | .456 | .281 | .772 | 6.7 | 4.8 | 1.1 | .8  | 15.3 |
| 2023-24  | Toronto  | 60  | 60  | 34.9 | .475 | .341 | .781 | 8.2 | 6.1 | 1.3 | 1.5 | 19.9 |
| 2024-25  | Toronto  | 65  | 65  | 32.8 | .446 | .271 | .755 | 7.7 | 5.8 | 1.4 | 1.0 | 19.3 |
| Total    | Total    | 276 | 275 | 34.5 | .466 | .300 | .761 | 7.5 | 5.0 | 1.2 | 1.0 | 17.2 |
| All-Star | All-Star | 1   | 0   | 17.7 | .700 | .400 | —    | 8.0 | 3.0 | 1.0 | .0  | 16.0 |

### Playoffs
| Año   | Equipo  | PJ | PT | MPP  | %TC  | %3P  | %TL  | RPP | APP | ROB | TPP | PPP  |
| ----- | ------- | -- | -- | ---- | ---- | ---- | ---- | --- | --- | --- | --- | ---- |
| 2022  | Toronto | 4  | 4  | 33.2 | .429 | .167 | .813 | 9.0 | 4.3 | 1.0 | .3  | 12.8 |
| Total | Total   | 4  | 4  | 33.2 | .429 | .167 | .813 | 9.0 | 4.3 | 1.0 | .3  | 12.8 |

## Vida personal
El padre de Scottie es jamaicano, y también tiene muchos parientes canadienses.